# Protonemura risi
Protonemura risi är en bäcksländeart som först beskrevs av Jacobson och Valentin L'vovitsch Bianki 1905.  Protonemura risi ingår i släktet Protonemura och familjen kryssbäcksländor. Inga underarter finns listade i Catalogue of Life.